# Вильгельмсен, Унни
Унни Элизабет Вильгельмсен (норв. Unni Wilhelmsen; род. 12 июля 1971 года) — норвежская певица, автор песен и музыкант. На ее музыкальный путь оказали влияния поп-музыка и американская традиция авторов-исполнителей, тексты песен которых играют столь же важную роль, как и музыка. Она живет в Осло, но на протяжении всей своей карьеры выступала по всей Норвегии. Когда в 1996 году она совершила прорыв со своим дебютным альбомом «To Whom It May Concern» (Polygram), она стала важным посредником в жанре авторов-исполнителей — в жанре, который имеет широкую аудиторию в норвежской популярной музыке.

## Карьера
Вильгельмсен родилась в Осло. В подростковом возрасте ей подарили гитару, и она стала ее первым инструментом. Однако она всегда мечтала играть на пианино и позже занялась этим. Первая мелодия с участием пианино появилась в 2006 году. Большую часть своей музыки она пишет сама, но время от времени сотрудничает с другими авторами. Вильгельмсен — штатный музыкант и выпускает свою музыку на собственном инди-лейбле St. Cecilia Music. Помимо сольной карьеры, в сентябре 2013 года Унни присоединилась к норвежской группе "Di Derre", основателем которой является известный музыкант и писатель Ю Несбё в качестве гитариста и вокалистки.
Ее дебют в качестве певицы состоялся на Smuget в Осло, где присутствовал музыкальный журналист Финн Бьелке. Ему понравилось то, что он услышал, и он рассказал о ней музыкальному продюсеру Оле Эвенруду в PolyGram. Это привело к первому контракту на запись, и ее дебютный альбом To Whom It May Concern был выпущен на Polygram в 1996 году. Она была награждена Spellemannprisen 1996 в двух категориях за этот альбом. Затем последовал международный релиз «To whom it may concern» на лейбле Universal Music в Германии, но ее международная карьера развивалась медленно. Она основала собственную звукозаписывающую компанию, чтобы взять на себя ответственность. Сейчас ее аудитория за пределами Норвегии растет; по сути она выступает в качестве своего собственного дистрибьютора и субподрядчика для своего бывшего лейбла Universal.

## Личная жизнь
Вильгельмсен живет в Осло, Норвегия. Она установила свою собственную студию на кухне — Fett Studio, и большая часть ее альбома Til Meg (St. Cecilia Music, 2006) была записана там.

## Дискография
- To Whom It May Concern (Polygram, 1996), спродюсированный Бугге Вессельтофтом в студии Bugges Room
- Definitely me (Polygram, 1997), продюсер Бугге Вессельтофт в Lydstudio в Осло.
- Back in the blonde (Universal Music, 2000), продюсер Малкольм Бернс в Clovet St. Studio
- Disconnected (Universal Music, 2001), продюсеры Ронни Ле Текро и Кнут Бён в Øya Studio
- Hurricane’s eye (St. Cecilia Music, 2003), продюсер Кьетиль Саунес в студии Høytoglavt
- Til Meg (St. Cecilia Music, 2006)[2]
- 7 (St. Cecilia Music, 2010)[2]
- Live With Bodø Rhythm Group с участием Будё Синфониетта[3]

## Награды
- Spellemannprisen 1996: артистка года (альбом «To Whom It May Concern»)